# Miconia tetragona
Miconia tetragona är en tvåhjärtbladig växtart som beskrevs av Célestin Alfred Cogniaux. Miconia tetragona ingår i släktet Miconia och familjen Melastomataceae. Inga underarter finns listade i Catalogue of Life.